# Phyllospadix scouleri
Phyllospadix de Scouler
Espèce
Statut de conservation UICN

 LC  : Préoccupation mineure
Phyllospadix scouleri, le Phyllospadix de Scouler, est une espèce de plantes à fleurs aquatiques de la famille des Zosteraceae, originaire de la côte ouest de l'Amérique du Nord, depuis l'enclave de l'Alaska jusqu'à la Basse-Californie.

## Description

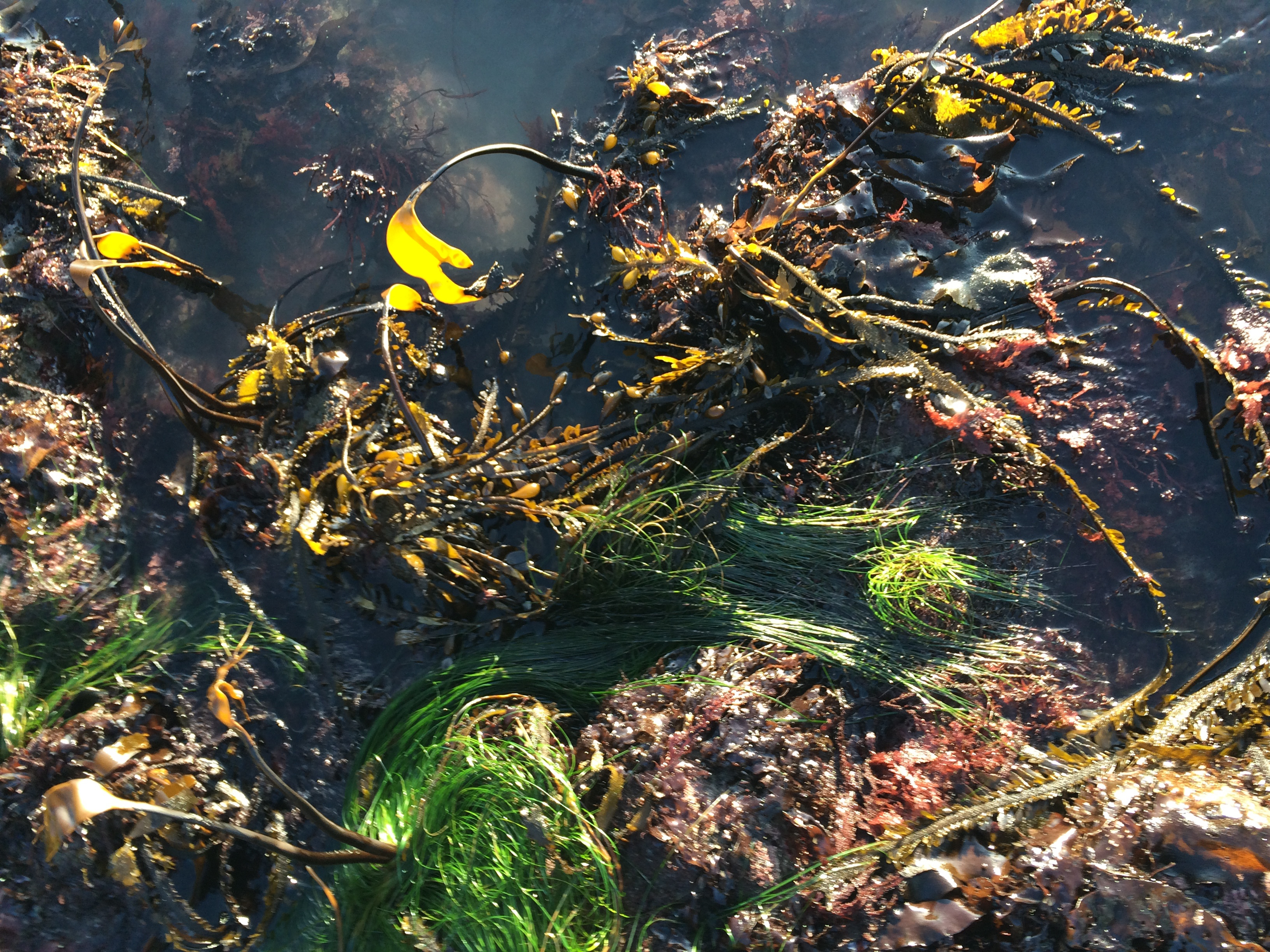
Laminaria setchelli, Phyllospadix de Scouler et varech sur la plage de North Moonstone.

Cette plante mince et verte vif possède de longues lames plates. Elle pousse en grandes touffes ou lits exposés à marée basse et submergés à marée haute, attachée aux rochers dans les zones intertidales moyennes à basses.

## Biologie

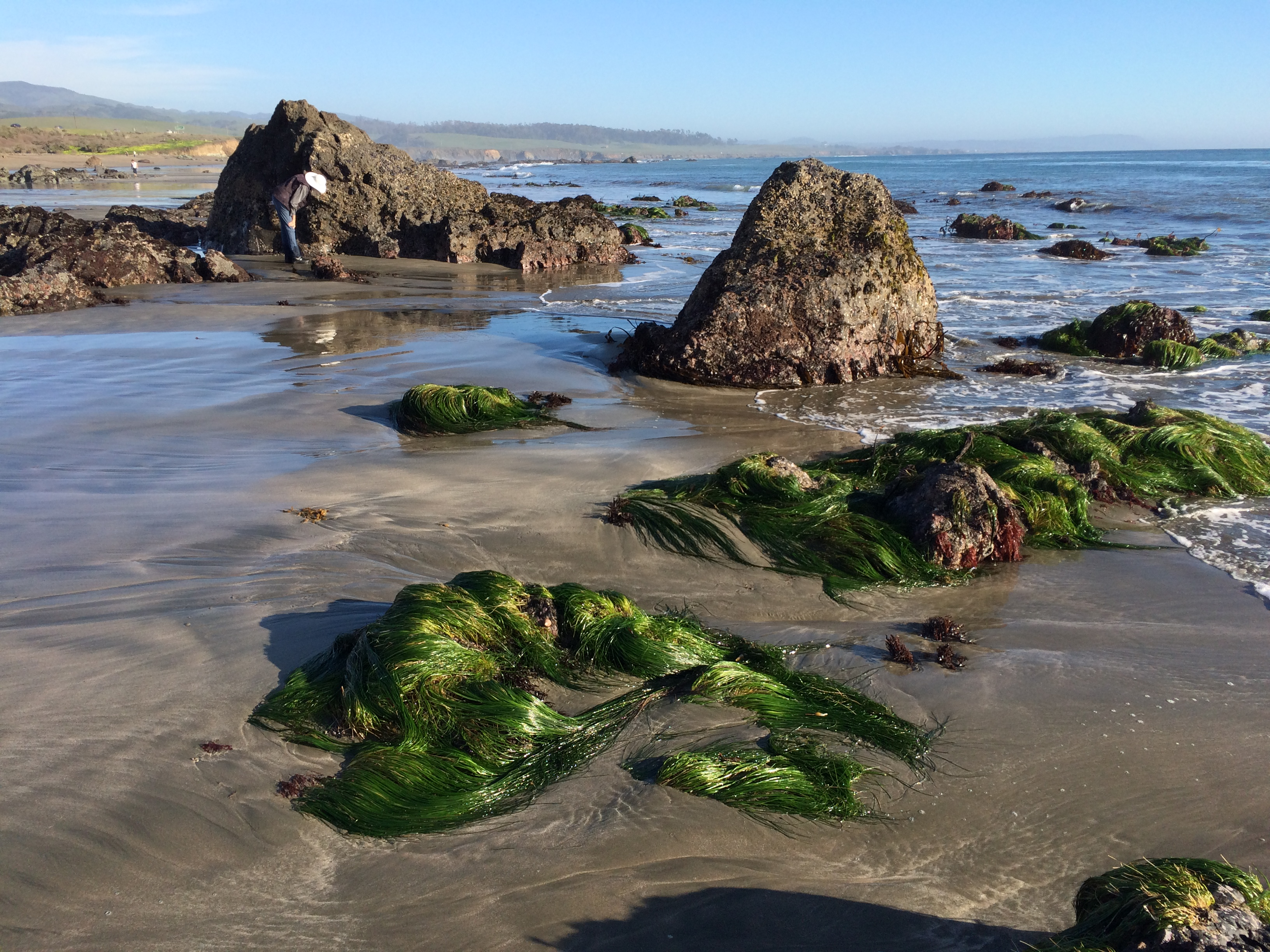
Phyllospadix de Scouler sur Hearst Beach, San Simeon, Californie.

Les fleurs mâles et femelles naissent sur des plantes différentes et il y a beaucoup plus de plants femelles que de mâles. Les fleurs sont en épis à la base des feuilles et n'ont pas de pétales. Le pollen se propage grâce aux mouvements de l'eau, mais l'essentiel de la pollinisation a lieu à la surface de la mer, à marées très basses. Les graines ne peuvent pas s’établir directement sur les rochers ni coloniser les zones dénudées. Au lieu de cela, elles germent parmi les algues, comme les algues rouges, s'attachant au moyen de petites barbes et entrelaçant leurs racines parmi les algues à mesure qu'elles grandissent. Elles forment également des rhizomes qui peuvent coloniser de nouvelles zones. Une fois établie, cette espèce peut dominer l'habitat. Une communauté d'invertébrés vit dans ces herbiers et comprend des escargots, des patelles et des crustacés. Des algues peuvent pousser sur les tiges et sur les feuilles.

## Utilisations
Ces plantes aquatiques étaient utilisées par les tribus amérindiennes le long de la côte sud de la Californie pour fabriquer des cordages et d'autres objets tissés, y compris des spécimens de l'île de San Miguel datés d'il y a entre 10 000 et 8 600 ans

## Répartition
Ce taxon se rencontre dans les pays suivants : Canada, Mexique, États-Unis.

## Systématique
Le nom correct complet (avec auteur) de ce taxon est Phyllospadix scouleri Hook..
L'espèce porte en français le nom normalisé de « Phyllospadix de Scouler ».
Phyllospadix scouleri a pour synonyme :
- Phyllospadix ruprechtii Tzvelev